# Kinosternon
Kinosternon – rodzaj żółwi z rodziny mułowcowatych (Kinosternidae).

## Zasięg występowania
Rodzaj obejmuje gatunki występujące w Ameryce (Stany Zjednoczone, Meksyk, Belize, Gwatemala, Salwador, Honduras, Nikaragua, Kostaryka, Panama, Kolumbia, Trynidad i Tobago, Wenezuela, Gujana, Surinam, Gujana Francuska, Brazylia, Ekwador, Peru, Boliwia, Paragwaj i Argentyna).

## Systematyka

### Etymologia
- Kinosternon: gr. κινεω kineō „poruszać, ruszać”[11]; στερνον sternon „pierś, klatka piersiowa”[12].
- Monoclida: gr. μονος monos „jeden jedyny”[13]; κλεις kleis, κλειδος kleidos „zasuwa, rygiel”[14]. Gatunek typowy: Monoclida retziana Rafinesque, 1832 (= Testudo scorpioides Linnaeus, 1766).
- Uronyx: gr. ουρα oura „ogon”[15]; ονυξ onux, ονυχος onukhos „pazur, paznokieć”[16]. Gatunek typowy: Testudo scorpioides Linnaeus, 1766.
- Swanka: etymologia niejasna, Gray nie wyjaśnił pochodzenia nazwy rodzajowej[5]. Gatunek typowy: Testudo scorpioides Linnaeus, 1766.
- Platythyra: gr. πλατυς platus „szeroki”[17]; θυρα thura „wejście, drzwi”[18]. Gatunek typowy: Platythyra flavescens Agassiz, 1857.
- Thyrosternum: gr. θυρα thura „wejście, drzwi”[18]; στερνον sternon „pierś, klatka piersiowa”[12]. Gatunek typowy: Testudo pensylvanica J.F. Gmelin, 1789 (= Kinosternon subrubrum Bonnaterre, 1789).
- Cryptochelys: gr. κρυπτος kruptos „ukryty”; χελυς khelus „żółw rzeczny”[8]. Gatunek typowy: Cinosternon leucostomum A.M.C. Duméril, Bibron & A.H.A Duméril, 1851.

### Podział systematyczny
Do rodzaju należą następujące gatunki:
- Kinosternon abaxillare Baur, 1925
- Kinosternon acutum J.E. Gray, 1831
- Kinosternon alamosae Berry & Legler, 1980
- Kinosternon albogulare (A.H.A. Duméril & Bocourt, 1870)
- Kinosternon angustipons Legler, 1965
- Kinosternon baurii (Garman, 1891)
- Kinosternon chimalhuaca Berry, Seidel & Iverson, 1997
- Kinosternon cora Loc-Barragán, Reyes-Velasco, Woolrich-Piña, Grünwald, Venegas De Anaya, Rangel-Mendoza & López-Luna, 2020
- Kinosternon creaseri Hartweg, 1934
- Kinosternon cruentatum (A.M.C. Duméril, Bibron & A.H.A. Duméril, 1851)
- Kinosternon dunni Schmidt, 1947
- Kinosternon durangoense Iverson, 1979
- Kinosternon flavescens (Agassiz, 1857)
- Kinosternon herrerai Stejneger, 1925
- Kinosternon hirtipes (Wagler, 1830)
- Kinosternon integrum Le Conte, 1854
- Kinosternon leucostomum (A.M.C. Duméril, Bibron & A.H.A. Duméril, 1851)
- Kinosternon oaxacae Berry & Iverson, 1980
- Kinosternon scorpioides (Linnaeus, 1766) – mułowiec skorpionowy[19]
- Kinosternon sonoriense Le Conte, 1854
- Kinosternon steindachneri Siebenrock, 1906
- Kinosternon stejnegeri Hartweg, 1938
- Kinosternon subrubrum Bonnaterre, 1789 – mułowiec pensylwański[19]
- Kinosternon vogti López-Luna, Cupul-Magaña, Escobedo-Galván, González-Hernández, Centenero-Alcalá, Rangel-Mendoza, Ramírez-Ramírez & Cazares-Hernández, 2018